# مامورو ناگانو
مامورو ناگانو (انگلیسی: Mamoru Nagano؛ زادهٔ ۲۱ ژانویهٔ ۱۹۶۰) مانگاکا، کارگردان فیلم، پویانما، و اهالی کسب‌وکار اهل ژاپن است.